# Mietvilla Paul Gommlich

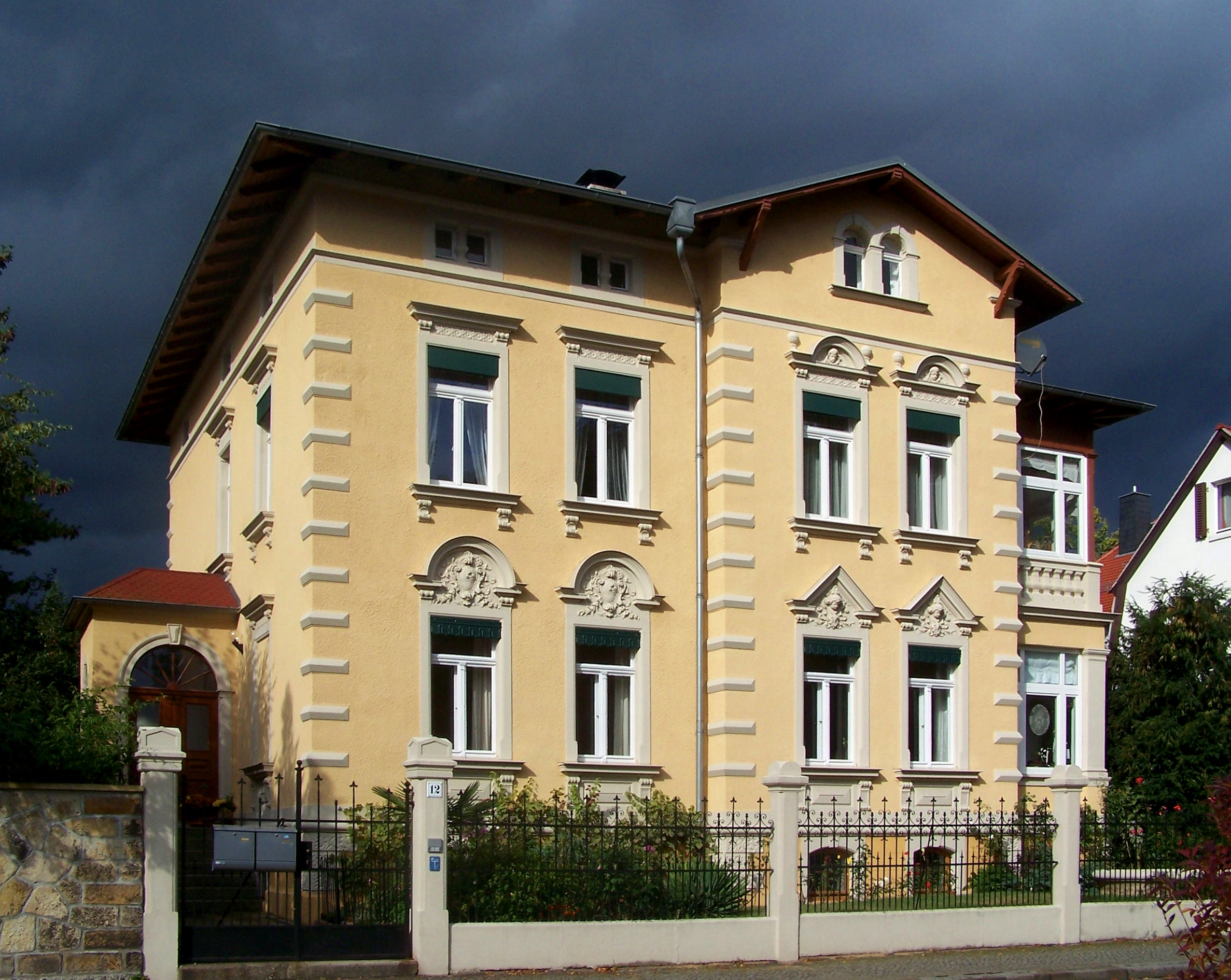
Mietvilla Paul Gommlich

Die Mietvilla Paul Gommlich liegt in der Einsteinstraße 12 in der Gemarkung Radebeul der sächsischen Stadt Radebeul. Sie wurde nach einem Entwurf des Architekten Carl Käfer im Jahr 1899 errichtet. Auftraggeber war der Fabrikant Paul Gommlich, Inhaber der Cement- und Terrazzo-Waaren-Fabrik H. Schröder & P. Gommlich. Nach dem Zweiten Weltkrieg wohnte dort unter anderem der Lehrer, Botaniker und Ornithologe Friedrich A. Bäßler.

## Beschreibung
Die mit ihrer Einfriedung denkmalgeschützte Mietvilla ist ein zweigeschossiger Putzbau mit einem Drempel. Darüber befindet sich ein überkragendes, flaches Walmdach mit einer Dachplattform. Der Sockel des Gebäudes besteht aus Polygonal-Bruchsteinmauerwerk.
Die vierachsige Straßenansicht ist unsymmetrisch ausgebildet: Die zwei rechten Fensterachsen werden von einem Seitenrisalit mit einem dreieckigen Sparrengiebel gebildet. In der rechten Seitenansicht steht eine zweigeschossige Veranda, die im Erdgeschoss massiv mit Pfeilern errichtet wurde, deren Obergeschoss dagegen aus einer Balustrade mit einer Holzkonstruktion besteht. In der linken Seitenansicht des Hauses steht ein Eingangsvorbau mit einer kurzen Freitreppe, die in das Hochparterre führt.
Die Fassaden sind gegliedert. Die durch Sandstein eingefassten Fenster werden durch Sohlbänke mit Putzfeldern im Erdgeschoss sowie Konsolen im Obergeschoss geschmückt, dazu kommen unterschiedlich ausgebildete Verdachungen teilweise auch mit Putzfeldern und reicher Stuckornamentik.
Die Einfriedung ist ein Lanzettzaun mit Sandsteinpfeilern.